# ヘルマン・フォーゲル (イラストレーター)
ヘルマン・フォーゲル（Hermann Asmus Nicolaï Vogel, 1856年6月1日 - 1918年10月10日）は、ドイツ生まれでフランスで働いた画家、イラストレーターである。パリの雑誌や出版物に風刺画や挿絵を描いた。

## 略歴
ユトランド半島にあったシュレースヴィヒ公国であった現在のドイツのフレンスブルクで、ハンブルクの醸造家の息子に生まれた。1879年になって決闘事件を起こし、ドイツを離れなければならなくなりパリに移った。後にフランスに帰化した。
パリでは風刺新聞の『ル・リール』と『ラシエット・オ・ブール』に多くの挿絵、風刺画を寄稿した。作家のエミール・デボー（Émile Desbeaux）やエドモン・エボウト（Edmond About）の小説、シャルル・ペローの童話やジョルジュ・モントルグイユ（Georges Montorgueil）の戯曲などの書籍の挿絵した。
1884年からフランス芸術家協会の展覧会に出展を始め、1909年の協会の会員になった。1884年にパリの出版社（maison Quentin）から版画を出版した。
1887年に出版されたフォーゲルの漫画の「水まき人（L'Arroseur）」は、庭仕事でいたずらをする子供たちを題材にしたもので1895年のリュミエール兄弟の短編映画「水をかけられた散水夫」にインスピレーションを与えたとされる。
1918年にパリで没した。息子のルシアン・フォーゲル(Lucien Vogel: 1886-1954)は出版社（maison Quentin）の編集者になった。